# Síró játék
A Síró játék (eredeti cím: The Crying Game) Neil Jordan 1992-es angol filmdrámája. Az alacsony költségvetésű film sikeres volt mind a közönségnél, mind a kritikusoknál.

## Szereplők
| Karakter | Színész            | Magyar hang (1993–1994) |
| -------- | ------------------ | ----------------------- |
| Fergus   | Stephen Rea        | Kautzky Armand          |
| Jude     | Miranda Richardson | Radó Denise             |
| Dil      | Jaye Davidson      | Bor Zoltán              |
| Jody     | Forest Whitaker    | Vass Gábor              |
| Col      | Jim Broadbent      | Kristóf Tibor           |
| Dave     | Ralph Brown        | Melis Gábor             |
| Maguire  | Adrian Dunbar      | Kassai Károly           |
| Tinker   | Breffni McKenna    |                         |
| Eddie    | Joe Savino         |                         |
| Tommy    | Birdy Sweeney      |                         |
| Jane     | Andrée Bernard     |                         |
| Deveroux | Tony Slattery      | Izsóf Vilmos            |
| Franknum | Jack Carr          | Várkonyi András         |

## Díjak és jelölések
Oscar-díj (1993)
- díj: legjobb eredeti forgatókönyv kategóriában (Neil Jordan)
- jelölés: legjobb film kategóriában (Stephen Woolley)
- jelölés: legjobb férfi főszereplő kategóriában (Stephen Rea)
- jelölés: legjobb férfi mellékszereplő kategóriában (Jaye Davidson)
- jelölés: legjobb rendező kategóriában (Neil Jordan)
- jelölés: legjobb vágó kategóriában (Kant Pan)

Golden Globe-díj (1993)
- jelölés: legjobb drámai film kategóriában

BAFTA-díj (1993)
- díj: legjobb brit film kategóriában (Stephen Woolley, Neil Jordan)
- jelölés: legjobb férfi főszereplő kategóriában (Stephen Rea)
- jelölés: legjobb férfi mellékszereplő kategóriában (Jaye Davidson)
- jelölés: legjobb női mellékszereplő kategóriában (Miranda Richardson)
- jelölés: legjobb rendező kategóriában (Neil Jordan)
- jelölés: legjobb film kategóriában (Stephen Woolley, Neil Jordan)
- jelölés: legjobb eredeti forgatókönyv kategóriában (Neil Jordan)

## Filmzene
A film zenéjét 1993. február 23-án adták ki The Crying Game. Original Motion Picture Soundtrack címmel.
1. "The Crying Game" – Boy George
2. "When a Man Loves a Woman" – Percy Sledge
3. "Live for Today" (Orchestral) – Cicero and Sylvia Mason-James
4. "Let the Music Play" – Carroll Thompson
5. "White Cliffs of Dover" – The Blue Jays
6. "Live for Today" (Gospel) – Cicero
7. "The Crying Game" – Dave Berry
8. "Stand by Your Man" – Lyle Lovett
9. "The Soldier's Wife"
10. "It's in my Nature"
11. "March to the Execution"
12. "I'm Thinking of You"
13. "Dies Irae"
14. "The Transformation"
15. "The Assassination"
16. "The Soldier's Tale"

## Érdekesség
A Dil-t alakító Jaye Davidson rosszul viselte a bemutató után rá irányuló nagy figyelmet. Az 1994-es Csillagkapu című filmben felajánlották számára Ra napisten szerepét. Mivel nem akarta egyszerűen csak visszautasítani a szerepet ezért egy - hite szerint eltúlzott - gázsiigényt nyújtott be 1 millió dollárra. Igényét elfogadták és végül eljátszotta a szerepet. Azóta jobbára felhagyott a színészettel, a divatszakmában dolgozik. 